# 黑相集：稀望鎮
《黑相集：稀望鎮》，或簡稱作《稀望鎮》，是一款由Supermassive Games開發並由万代南梦宫娱乐發行在Microsoft Windows、PlayStation 4和Xbox One平台上的交互式敘事生存恐怖遊戲，為繼《黑相集：棉蘭號》後，黑相集系列八部曲的第二部作品，於2020年10月30日公開發售，其續作《灰冥界》（House of Ashes，又譯作「灰燼之屋」）則於2021年10月30日公開發售。

## 遊戲玩法
《黑相集：稀望鎮》是一款以第三人稱為視角的生存恐怖遊戲，玩家將控制被困在鬼鎮稀望鎮（Little Hope）內的五名角色。在整個遊戲中，玩家需要選擇不同的對話選項，進而影響故事的過程以及主角之間的關係，同時也會使故事產生不同的結局或分支場景。玩家的選擇亦會決定所有角色的生死，甚至全員生還或死亡。此外，《稀望鎮》的動作場景大多包含快速反應事件，若玩家在反應事件中失誤過多的話，則有可能會左右到某一位角色的命運。
與《棉蘭號》一樣，《稀望鎮》亦具有兩種不同的多人模式，分別是允許兩名玩家在線合作的「共享故事」（Shared Story），以及容許五名玩家各自選擇其角色，並在每回合過後轉換扮演其他角色的「電影之夜」（Movie Night）。

## 劇情
《黑相集：稀望鎮》的劇情發生在由「管理者」（Curator，皮普·托倫斯飾演）所有的領地內，他請求玩家完成其未完成的故事。故事的角色包括安德魯（Andrew，威爾·普爾特飾演）、安琪拉（Angela，艾倫·大衛飾演）、泰勒（Taylor，凱特琳·斯龐海默飾演）、丹尼爾（Daniel，凱爾·貝利飾演）和眾人的教授約翰（John，亞歷克斯·伊凡諾維奇），他們搭乘的公車發生了意外，導致被困在以臭名昭彰的獵巫歷史而聞名，被人們稱為「稀望鎮」（Little Hope）的新英格蘭小鎮。在發現公車司機不見後，他們探索了小鎮，並親眼目睹該鎮歷史上的處決現場，而死刑犯的樣子卻與自己一模一樣。一行人必須找出他們與「死刑犯」之間的關係、整理小鎮的歷史以及在逃出之前釐清「稀望鎮」的真面目。

## 開發
《黑相集：稀望鎮》是黑相集系列的第二作。與故事設在現代的《棉蘭號》不同的是，《稀望鎮》的故事涵蓋多個時間軸，主要在現在與過去之間來回跳躍。與前作相比，該作具有更多的超自然元素，並以開發團隊想探究其根本的巫術作為主要主題。《稀望鎮》的遊戲總監皮特·薩繆爾斯（Pete Samuels）補充指Supermassive Games對會令人做出極惡行為的「貪婪、偏執和對上帝的恐懼」很感興趣，也受到講述1692–93年發生於麻薩諸塞灣殖民地的塞勒姆审巫案的沉默之丘系列和《萨勒姆的女巫》的啟發。除此之外，開發團隊也從《女巫》、《厄夜叢林》、《養鬼吃人》、《靈病》、《天魔》和《女巫的季節》汲取了靈感。《稀望鎮》的主角安德魯（Andrew）由威爾·普爾特負責配音和動作捕捉。
就像其前作一樣，《稀望鎮》被設計成可以重玩多次。開發團隊也在收到玩家對《棉蘭號》玩法的反饋後，完善其續作的玩法。打個比方，玩家角色現在的行走速度比以前更快，也降低了快速反應事件的難度，以提供更長的反應時間，同時還刪除了坦克式控制。
黑相集系列是由Supermassive Games設想的探討不同恐怖題材和主題，且在劇情上無任何關聯性的遊戲系列。開發團隊的目標是每半年公開發售一部作品，但未能實現，而《稀望鎮》則是在《棉蘭號》於2019年8月時發行作為其片尾彩蛋首度公開。發行商万代南梦宫娱乐之後於2020年4月14日正式公佈遊戲正在開發的消息，並定於同年10月30日在Microsoft Windows、PlayStation 4和Xbox One平台上公開發售。

## 反應
| 汇总媒体   | 得分                                |
| ---------- | ----------------------------------- |
| Metacritic | PS4：71/100 PC：73/100 XONE：66/100 |

| 媒体          | 得分   |
| ------------- | ------ |
| Destructoid   | 8/10   |
| Eurogamer     | 8/10   |
| Game Informer | 7.5/10 |
| GameSpot      | 6/10   |
| HardcoreGamer | 3.5/10 |
| IGN           | 5/10   |
| PC Gamer美国  | 7/10   |

《黑相集：稀望鎮》在發行後收穫大致良好的評價。在Metacritic上，其PS4版根據65條評論獲得71/100分，PC版為19條評論的73/100分，而XONE版則為66/100分（10條評論），三者皆屬「好壞參半」級別。
《Game Informer》的金伯莉·華倫斯（Kimberly Wallace）給予《黑相集：稀望鎮》7.5/10分，稱其講述了一個引人入勝的故事，但遊戲性卻無趣乏味，可預測的驚嚇和性能上的問題亦使遊戲本身失色不少。GameSpot的安德魯·金恩（Andrew King）則為《稀望鎮》打出6/10分，他讚揚本作比起《棉蘭號》有技術上的改進，其中用户界面设计的改善使得原先的QTE問題得到解決，也令遊戲敘述沒有一絲破綻或缺點，但三條時間線並沒有加以充實角色的細節，各種題材的混雜亦未能融合成一個完整的整體。而IGN的露西·奧布萊恩（Lucy O'Brien）就僅評出中規中矩的5/10分，稱其乏善可陳的角色設計和無目的性的劇情使《稀望鎮》難登大雅之堂，即使是有趣的合作模式也無法補救，是良好的環境塑造和出色的怪物出現次序設計才使遊戲不至於陷入徹底的災難。

## 續作
黑相集系列的第三作《黑相集：灰冥界》（The Dark Pictures Anthology: House of Ashes，另譯作「灰燼之屋」）預定在2021年發行在Microsoft Windows、PlayStation 4、Xbox One、PlayStation 5和Xbox Series X/S上，已知女演員艾希莉·提斯代爾會參與其中。

## 外部連結
- 官方网站